# مصفورة رملية
مصفورة رملية (الاسم العلمي: Xanthorrhoea arenaria) هي نوع من النباتات يتبع جنس المصفورة من فصيلة المصفورية.